# Campe (mythologie)
Kampe (Oudgrieks Κάμπη) of Campe (Latijn) is een monster uit de Griekse mythologie. Nadat Ouranos de Hekatoncheiren en de Cyclopen had opgesloten in Tartaros, de onderwereld, stelde hij Kampe aan om hen te bewaken. Kampe had een kop en bovenlichaam van een vrouw met het onderlichaam van een draak en de staart van een schorpioen. Ook had zij bij haar navel een dierenhoofd dat continu veranderde, zwarte drakenvleugels en slangen om haar enkels ze draagt ook meestal 2 zwaarden met gif. Ze werd door Zeus gedood toen hij Tartaros opende om de Hekatoncheiren en Cyclopen aan zijn zijde te krijgen bij de Titanomachie.